# Tetjana Tarassowa-Kowalenko
Tetjana Tarassowa-Kowalenko (ukrainisch Тетяна Тарасова-Коваленко, wiss. Transliteration Tetjana Tarasova-Kovalenko;  gebürtig Tarassowa; * 8. November 1957 in Astana) ist eine ehemalige sowjetische Eisschnellläuferin.

## Werdegang
Tarassowa, die für den Avangard Kiew startete, wurde im Jahr 1978 sowjetische Juniorenmeisterin über 500 m und erreichte im Jahr 1981 mit dem zweiten Platz im Sprint-Mehrkampf ihre beste Platzierung bei sowjetischen Meisterschaften. International trat sie erstmals in der Saison 1976/77 in Erscheinung und errang bei der 3-Bahnen-Tournee in Inzell den dritten Platz über 1000 m. In der Saison 1978/79 kam sie dort bei der 3-Bahnen-Tournee auf den dritten Platz im Sprint-Mehrkampf und in der Saison 1979/80 dort sowie beim Dynamo Cup in Berlin ebenfalls auf den zweiten Platz im Sprint-Mehrkampf. Zudem lief sie bei der Sprintweltmeisterschaft 1980 in West Allis auf den 13. Platz im Sprint-Mehrkampf und bei ihrer einzigen Teilnahme an Olympischen Winterspielen in Lake Placid auf den achten Platz über 500 m. In der Saison 1980/81 holte sie nach Platz zwei in Inzell bei der 3-Bahnen-Tournee im Sprint-Mehrkampf und Rang drei im Sprint-Mehrkampf in Madonna di Campiglio, die Silbermedaille bei der Sprintweltmeisterschaft 1981 in Grenoble. Bis zum Saisonende im Jahr 1984 gewann sie jeweils in Davos im Jahr 1982 im Sprint-Mehrkampf und im Jahr 1983 über 1000 m.

## Erfolge

### Olympische Spiele
- 1980 Lake Placid: 8. Platz 500 m

### Sprint-Weltmeisterschaften
- 1980 West Allis: 13. Platz Sprint-Mehrkampf
- 1981 Grenoble: 2. Platz Sprint-Mehrkampf

## Persönliche Bestleistungen
| Disziplin | Zeit        | Datum             | Ort                  |
| --------- | ----------- | ----------------- | -------------------- |
| 500 m     | 40,40 s     | 27. Dezember 1980 | Almaty               |
| 1000 m    | 1:24,49 min | 27. März 1981     | Almaty               |
| 1500 m    | 2:16,42 min | 11. Januar 1981   | Madonna di Campiglio |
| 3000 m    | 5:04,55 min | 14. März 1977     | Almaty               |